# 17265 Debennett
17265 Debennett è un asteroide della fascia principale. Scoperto nel 2000, presenta un'orbita caratterizzata da un semiasse maggiore pari a 2,2959960 UA e da un'eccentricità di 0,1310718, inclinata di 3,93088° rispetto all'eclittica.